# Henry Bergman
Henry Bergman (San Francisco, 23 febbraio 1868 – Hollywood, 22 ottobre 1946) è stato un attore statunitense, collaboratore fidato di Charlie Chaplin.
Alcuni biografi indicano il 1º gennaio come data di nascita, e la Svezia quale patria natale. Da parte sua, Bergman, sosteneva essere californiano da tre generazioni.

## Biografia
Figlio di un allevatore di bestiame e di una cantante lirica, ereditò da questa le doti canore che egli coltivò studiando in Germania e in Italia e che gli consentirono di intraprendere la carriera melodrammatica, alternandola con quella circense.
Il fiasco conseguente la rappresentazione di una produzione per cui si era preparato da settimane e senza essere retribuito, lo portò ad abbandonare i teatri per tentare l'avventura cinematografica: sfruttando le conoscenze di un'amicizia riuscì ad entrare nella troupe di Henry Lehrman, all'epoca attivo in Francia, e con questi attraversò l'Atlantico (1913), con destinazione Hollywood, dove interpretò alcuni corti più o meno anonimi finché nel 1916 fu chiamato da Charlie Chaplin, conosciuto in precedenza, ed entrò a far parte della sua troupe, destinato a diventarne collaboratore prezioso per circa trent'anni.
Henry Bergman era scapolo, una sola passione riempì la sua vita: Charlie Chaplin, a cui era devoto e per cui era disposto a tutto, diventandone l'assistente alla regia, confidente e governante oltre che spalla nei numerosi suoi film interpretati, con soddisfazione di Chaplin che amava attorniarsi di persone fidate. È da notare che Chaplin, nella sua voluminosa autobiografia pubblicata nel 1964, non fa mai menzione di Bergman.
Un collasso cardiocircolatorio ne concluse l'esistenza, e venne sepolto presso il cimitero ebraico Hillside Memorial Park, di Los Angeles.

## Filmografia
- The Baron's Bear Escape (1914)
- Thou Shalt Not Flirt, regia di Henry Lehrman (1915)
- The Butcher's Bride (1915)
- Almost a Scandal, regia di Henry Lehrman (1915)
- The Avenging Dentist (1915)
- Bill's New Pal (1915)
- Kreutzer Sonata regia di Herbert Brenon (1915)
- Hearts and Flames, regia di Harry Edwards (1915)
- Poor Policy, regia di Harry Edwards (1915)
- Father Was Neutral, regia di Harry Edwards (1915)
- Love and Sour Notes, regia di John G. Blystone (1915)
- The Melting Pot, regia di Oliver D. Bailey e James Vincent (1915)
- Bill's Blighted Career (1915)
- The Curse of Work (1915)
- A Doomed Hero (1915)
- The Right of Way, regia di John W. Noble (1915)
- The Curse of a Name, regia di David Kirkland (1915)
- Life and Moving Pictures, regia di Henry Lehrman (1915)
- Destiny: Or, The Soul of a Woman, noto anche con i titoli Destiny e The Soul of a Woman, regia di Edwin Carewe (1915)
- Vendetta in a Hospital (1915)
- Silk Hose and High Pressure, regia di Henry Lehrman (1915)
- An Enemy to Society, regia di Edgar Jones (1915)
- Avenged by a Fish (1915)
- Room and Board: A Dollar and a Half, regia di Henry Lehrman (1915)
- One Million Dollars, regia di John W. Noble (1915)
- The Baron's Bear Trap (1915)
- Between Midnight, regia di Carter DeHaven (1916)
- Il vagabondo (The Vagabond), non accreditato, regia di Charlie Chaplin (1916)
- Charlot conte (The Count), non accreditato, regia di Charlie Chaplin (1916)
- Charlot usuraio (The Pawnshop), regia di Charlie Chaplin (1916)
- Charlot macchinista (Behind the Screen), regia di Charlie Chaplin (1916)
- Charlot al pattinaggio (The Rink), regia di Charlie Chaplin (1916)
- Charlot poliziotto (Easy Street), non accreditato, regia di Charlie Chaplin (1917)
- The Black Stork, noto anche come Are You Fit to Marry?, regia di Leopold Wharton e Theodore Wharton (1917)
- Charlot fa una cura (The Cure), regia di Charlie Chaplin (1917)
- L'emigrante (The Immigrant), regia di Charlie Chaplin (1917)
- Charlot avventuriero (The Adventurer), regia di Charlie Chaplin (1917)
- Vita da cani (A Dog's Life), regia di Charlie Chaplin (1918)
- The Bond (The Bond), regia di Charlie Chaplin (1918)
- Charlot soldato (Shoulder Arms), regia di Charlie Chaplin (1918)
- One Hundred Percent American, regia di Arthur Rosson (1918)
- Charlot in campagna (Sunnyside), regia di Charlie Chaplin (1919)
- Una giornata di vacanza (A Day's Pleasure), regia di Charlie Chaplin (1919)
- Il monello (The Kid), regia di Charlie Chaplin (1921)
- Charlot e la maschera di ferro (The Idle Class), regia di Charlie Chaplin (1921)
- Giorno di paga (Pay Day), regia di Charlie Chaplin (1922)
- Il pellegrino (The Pilgrim), regia di Charlie Chaplin (1923)
- La donna di Parigi (A Woman of Paris), non accreditato, regia di Charlie Chaplin (1923)
- La febbre dell'oro (The Gold Rush), regia di Charlie Chaplin (1925)
- Il circo (The Circus), regia di Charlie Chaplin (1928)
- Luci della città (City Lights), regia di Charlie Chaplin (1931)
- Tempi moderni (Modern Times), regia di Charlie Chaplin (1936)